# Kazutomi Yamamoto
Kazutomi Yamamoto (山本 和臣 Yamamoto Kazutomi?,  Prefectura de Hyōgo, Japón, 3 de enero de 1988) es un cantante y actor de voz japonés, afiliado a Production Ace. Algunos de sus papeles más destacados incluyen el de Kio Asuno en Mobile Suit Gundam AGE, Yumoto Hakone en Binan Kōkō Chikyū Bōei-bu Love!, y Yūya Mochizuki en Another. En la séptima edición de los Seiyū Awards, Yamamoto ganó en la categoría de "Mejor actor nuevo" junto con Nobunaga Shimazaki. En su carrera como cantante, es representado por Lantis y Nippon Columbia.

## Biografía
Yamamoto nació el 3 de enero de 1988 en la prefectura de Hyōgo, Japón. La compañía de teatro Planet Pistachio le inspiró a ser actor. Se graduó del Instituto de Actuación de Production Ace e ingresó a dicha compañía. En 2009, debutó como actor de voz interpretando a Yoshiki Nakameguro en la serie de anime Seitokai no Ichizon. En 2012, desempeñó el papel protagonista de Kio Asuno en Mobile Suit Gundam AGE. Al año siguiente, recibió el premio a "Mejor actor nuevo" en los Seiyū Awards junto con Nobunaga Shimazaki. Debido a su tono de voz alto, también puede desempeñar papeles de mujeres.
Su carrera como cantante comenzó en 2014. El 10 de febrero de 2016, Yamamoto lanzó su primer miniálbum, White, el cual contiene un total seis canciones. Su sencillo Click Your Heart!!, fue usado como tema de cierre para la serie de anime Love Stage!!, mientras que Soleil More lo fue para el anime Triage X.
En 2016, Yamamoto obtuvo su primer papel importante en un musical interpretando a Allen Avadonia en Aku no Musume, una de las canciones del proyecto Aku no Monogatari de Vocaloid. Su coprotagonista fue Reina Tanaka en el papel de la princesa Riliane, la hermana gemela de Allen.
Yamamoto es amigo cercano de sus coestrellas del anime Binan Kōkō Chikyū Bōei-bu Love!, especialmente de Toshiki Masuda. También puede tocar el clarinete y se ha declarado un ávido consumidor de té con leche marca Lipton.

## Filmografía

### Anime
2009
- Seitokai no Ichizon como Yoshiki Nakameguro

2010
- Mitsudomoe como Yudai Chiba

2011
- Itsuka Tenma no Kuro Usagi como Ángel, estudiante
- Kore wa Zombie Desu ka? como Fan (episodio 12)
- Sekai-ichi Hatsukoi como Empleado (episodio 7), Moving Contractor (episodio 2)
- Deadman Wonderland como Yamazaki
- Nichijou como Tsuyoshi Nakanojō
- Mainichi Kaasan como Novio de Fumi

2012
- Another como Yūya Mochizuki
- Mobile Suit Gundam AGE como Kio Asuno
- Naruto SD: Rock Lee no Seishun Full-Power Ninden como Shinobu, Ninja A, tsūkōnin
- Shin Megami Tensei: Persona 4 como Niño

2013
- Noucome como Touya Yoshiwara
- Ginga Kikoutai Majestic Prince como Claine
- Genshiken: Second Generation como Kenjiro Hato
- Blood Lad como Mimic Yoshida
- Makai Ōji como Amon

2014
- Akatsuki no Yona como Minsu
- Ore, Twintail ni Narimasu. como Estudiante
- Gugure! Kokkuri-san como Yamamoto-kun
- Danchi Tomoo como Atami
- Doraemon como Joven, otokonoko
- Nanatsu no Taizai como Gilthunder
- Haikyū!! como Mori (episodio 1)
- Hitsugi no Chaika como Leonardo Stoller
- Future Card Buddyfight como Tetsuya Kurodake, Dancing Magician
- Majimoji Rurumo como Hombre Fukusuke Bean
- Maken-ki! como Enemigo A, portero
- Love Stage!! como Kōsuke Sotomura

2015
- Rainy Cocoa como Noel Koga
- Dance with Devils como Loewen
- Binan Kōkō Chikyū Bōei-bu Love! como Yumoto Hakone[2]
- Yurikuma Arashi como Life Beauty
- Future Card Buddyfight 100 como Tetsuya Kurodake

2016
- Shōnen Maid como Ibuki
- D.Gray-man como Kiredori
- Durarara!! x2 Shou como Niño
- Tōken Ranbu: Hanamaru como Midare Tōshirō
- Binan Kōkō Chikyū Bōei-bu Love! Love! como Yumoto Hakone
- Nananin no Ayakashi: Chimi Chimi Mōryō!! Gendai Monogatari como Cheruta
- Rainy Cocoa in Hawaii como Noel Koga

2017
- Beyblade Burst como Akira Yamabuki
- Natsume Yūjin-Chō como Azuma
- Kabukibu! como Katsumi Kazuma
- Ensemble Stars! como Sora Harukawa
- Shōkoku no Altair como Basuko

2018
- gdMen como Yomi
- Uchi no Uchyorpath como Kantaro
- Binan Kōkō Chikyū Bōei-bu Happy Kiss! como Yumoto Hakone (invitado)
- Gaikotsu Shotenin Honda-san como Rabbit Head
- RErideD: Koku Koe no Derrida como Graham

2019
- Mayonaka no Okaruto Kōmuin como Yuki
- Ensemble Stars! como Sora Harukawa
- Nande Koko ni Sensei ga? como Takashi Takahashi

### OVAs
- Hitsugi no Chaika (2015) como Leonardo Stora
- Love Stage!! como Kōsuke Sotomura
- Binan Kōkō Chikyū Bōei-bu Love! Love! Love! (2017) como Yumoto Hakone

### Videojuegos
2010
- Seitokai no Ichizon no Tōjō Jinbutsu como Yoshiki Nakameguro

2011
- Nichijō como Tsuyoshi Nakanojō

2012
- Mobile Suit Gundam AGE como Kio Asuno

2013
- Seitokai no Ichizon 2 como Yoshiki Nakameguro

2015
- I★Chū como Momosuke Oikawa
- Mobile Suit Gundam EXTREME VS. MAXI BOOST como Kio Asuno
- Granblue Fantasy como Arutosu
- Super Robot Wars BX como Kio Asuno
- Xenoblade Chronicles X como Rock
- Touken Ranbu como Midare Toushirou
- Binan Kōkō Chikyū Bōei-bu Love! como Yumoto Hakone
- Future Card Buddyfight como Tetsuya Kurodake

2016
- Ensemble Stars! como Sora Harukawa
- Icchi Banketsu como Douji Ibaraki
- Enkan no Pandemika: Code S como Mahoro Shikata
- Quiz RPG: The World of Mystic Wiz como Velefkina
- Shinobi Nightmare
- Dance with Devils como Pomeranian, joven Lind
- Doesu ni Koishite 〜Suītorūmu de himitsu no shihai〜 como Mutsuki Kira
- 100 sleeping princes & the kingdom of dreams como Akedia

2017
- The Alchemist Code como Basheeny

2018
- Dance with Devils My Carol como Pomeranian

## Discografía

### Sencillos
| Lanzamiento         | Título             | Lista | Notas                                                                       |
| ------------------- | ------------------ | --- | --------------------------------------------------------------------------- |
| 6 de agosto de 2014 | Click Your Heart!! | 1. Click Your Heart!! 2. Promise You... 3. Click Your Heart!! (Instrumental) 4. Promise You... (Instrumental) | Click Your Heart!! fue usado como tema de cierre para el anime Love Stage!! |
| 27 de mayo de 2015  | Soleil More        | Disco 1 1. Soleil More 2. 309 light years 3. Soleil More (Another ver.) 4. Soleil More (Instrumental) 5. 309 light years (Instrumental) 6. Soleil More (Another ver. Instrumental) Disco 2 (edición limitada) 1. Soleil More 2. Making of PV + Entrevista | Soleil More fue usado como tema de cierre para el anime Triage X.           |

### Miniálbum
| Lanzamiento           | Título | Lista | Notas           |
| --------------------- | ------ | --- | --------------- |
| 10 de febrero de 2016 | White  | 1. Ever 2. Soleil More 3. Kyō wa Mou Nakanaide Oyasumi 4. Nagarebushi Bebop 5. 309 light years 6. Key of Life | Nippon Columbia |